# Early Birds
Early Birds ist ein Schweizer Neo-Noir-Thriller des Regisseurs Michael Steiner aus dem Jahr 2023. Es handelt sich um die erste Schweizer Netflix-Koproduktion.

## Handlung
Annika und Caro begegnen sich bei einer privaten Party in einem Zürcher Loft flüchtig. Caro, die im selben Mehrfamilienhaus wie der Gastgeber Oliver wohnt, verlässt die Party und lässt dabei einige Wertgegenstände mitgehen. Annika hingegen verbringt die Nacht bei Oliver. Am nächsten Morgen wird sie Zeuge, wie Oliver von zwei Männern aufgesucht wird, die ihm mehrere Päckchen Kokain verkaufen. Als einer der Männer darauf verzichtet, das Geld für die Drogen zu zählen, wird Oliver misstrauisch und prüft die Qualität eines zweiten Päckchens. Dabei stellt er fest, dass dieses keine Drogen enthält und er betrogen werden soll. Daraufhin eröffnet er das Feuer und tötet beide Männer, wird jedoch selbst ebenfalls tödlich getroffen. Die Sporttasche, die das Geld und die Drogen enthält, nimmt Annika an sich und versteckt sich in der Wohnung von Caro vor Agon. Dieser, sie hatte ihn am Abend zuvor auf der Party gesehen, war für die beiden Männer, die nun erschossen in Olivers Wohnzimmer liegen, als Fahrer tätig und sollte am Wagen auf deren Rückkehr warten. Inzwischen befürchtet er, bei dem Drogendeal könne es zu Komplikationen gekommen sein, weswegen er in Olivers Wohnung stürmt. Kaum hat Agon die Leichen erblickt, verlässt er fluchtartig das Gebäude, als er Sirenen herannahender Einsatzkräfte hört, die durch die Schüsse alarmiert worden sind. Annika gelingt ihrerseits die Flucht über den Dachboden, wo sie die Berufskleidung von Caro an sich nimmt, die als Altenpflegerin tätig ist. Über das Dach gelangt sie auf das Nachbargebäude und von dort schließlich zurück auf die Straße. Die Einsatzkräfte verwehren ihr jedoch den Zugang zum Gebäude, so dass sie die unterschlagenen Drogen und das Bargeld nicht aus Caros Wohnung holen kann. Während Kommissar Thomas Roland die Ermittlungen in Olivers Wohnung aufnimmt, fährt Annika zum Altersheim Zürich Nord, um in Caros Begleitung an der Polizei vorbei in das abgeriegelte Mehrfamilienhaus zu gelangen. In Caros Wohnung werden die beiden Frauen von den Ermittlern aufgesucht und befragt. Kaum haben die Polizisten die Wohnung verlassen, wirft Caro die Sporttasche in einen Müllsack verpackt aus dem Fenster auf das Flachdach des Nachbargebäudes im Hof. Kurz darauf kehren die Ermittler zurück, um die Wohnung zu durchsuchen. Nachdem bei der Durchsuchung das Bargeld und die Drogen unauffindbar bleiben, darf Annika das Gebäude verlassen, wird vor dem Haus jedoch von Agon wiedererkannt und flieht per Taxi.
Nach Einbruch der Dunkelheit klettert Caro über die Balkone der Nachbarn auf das Flachdach hinab und bringt die Tasche wieder in ihren Besitz. Diese wirft sie jedoch versehentlich auf ein im Hof parkendes Auto, das durch die ausgelöste Alarmanlage Agon, der weiterhin vor dem Haus wartet, auf sie aufmerksam werden lässt. Sie flüchtet durch Hinterhöfe und kann Agon letztlich in einer Bar abschütteln. Zusammen mit Annika verlässt Caro in ihrem Wagen die Stadt, allerdings gelingt es Agon, mit seinem Handy vom Kennzeichen des Wagens ein Foto zu machen. Bei einem Zwischenstopp bei ihrem Sugardaddy Roy lässt sich Annika die Schlüssel für dessen Chalet aushändigen. Die weitere Fahrt führt die Frauen zunächst zu einer Tankstelle, wo Annika zum wiederholten Mal Schmerzmittel zu sich nimmt, und weiter zu Caros Bruder Milanko, bei dem Caros Sohn Medo lebt, da sie sich auf Bewährung auf freiem Fuß befindet. Während sich Caro von Medo verabschiedet, bemerkt Milanko, dass Caros Verfolger eingetroffen sind, und überlässt den Frauen seinen Sportwagen, damit diese unerkannt entkommen können. Bei einem weiteren Stopp bei einem Schnellrestaurant geraten die Frauen in einen Streit und beschließen ihre weitere Flucht getrennt vorzunehmen. Annika sucht die Waschräume auf, stellt fest, dass sie Blut hustet, und bricht nach der Einnahme von Schmerzmitteln und Drogen bewusstlos zusammen. Von Agons Helfern wird sie auf den Parkplatz gezerrt und auf die Rückbank eines Autos geworfen. Bevor die beiden Männer einsteigen können, taucht Caro mit dem Fahrzeug ihres Bruders auf und überfährt die Männer. Weil ihr Kennzeichen von Überwachungskameras aufgezeichnet worden ist, beschließt Caro, das Fahrzeug in einem Waldstück zurückzulassen und ihre Reise per Bus fortzusetzen.
Eingetroffen am Chalet offenbart Annika ihrer Begleiterin, dass sie an Krebs leidet, ihre Operation zu spät kam und sie in Kürze sterben wird. Die Frauen beschließen, die Zeit in der abgeschiedenen Berghütte mit Whirlpool zu genießen, bevor sie sich ins Ausland absetzen. Doch so weit kommt es nicht, denn Kommissar Thomas Roland, der als korrupter Polizist durch Drogenverkauf ein lukratives Nebengeschäft betreibt und dem die Drogen gehören, die die Frauen bei sich tragen, sucht sie in der Hütte in Aigle auf. Es kommt zu einem Handgemenge, in dessen Verlauf der Polizist von Annika mit einem Geweih, von dem eines der Enden in seinem Rücken steckend abbricht, niedergeschlagen wird. Weil Rolands Geschäftspartner jedoch Caros Sohn Medo in ihre Gewalt gebracht haben, treten die Frauen zusammen mit dem nun wehrlosen Polizisten den Weg zurück nach Zürich an. In der Bar, in der sie sich mit den Kriminellen treffen, erkennt Thomas Roland zu spät, dass er durch seinen jungen Polizeikollegen Stefan Hugentobler ersetzt wurde, der nun seinen Platz im Drogenmilieu eingenommen hat. Thomas Roland wird von seinem ehemaligen Geschäftspartner erschossen. Caro verlangt ihren Sohn zu sehen, doch die Drogenhändler wollen zuerst ihr Kokain zurückbekommen. Annika erwähnt, dass die Drogen gestreckt worden seien und Agon hinter dem Rücken seines Chefs in die eigene Tasche gewirtschaftet habe, und so wird auch Agon erschossen. Diejenige Kugel, die Caro galt, fängt Annika ab, indem sie sich in die Schussbahn wirft und ihr Leben für Caro opfert. Zusammen mit ihrem Bruder und ihrem Sohn verlässt Caro die Bar und nimmt das Bargeld an sich. Der junge Polizist Hugentobler bleibt als einziger Überlebender zwischen den drei Leichen zurück.

## Produktion
Ursprünglich war der Start der Dreharbeiten für den Herbst 2022 geplant. Aufgrund des Todes des Filmproduzents Norbert Kneißl am 17. Dezember 2021, der auch am Drehbuch zu Early Birds mitwirkte, wurde der Drehstart auf den 1. Dezember 2022 verschoben. Im Filmabspann findet sich ein Nachruf auf Kneißl.
Die Dreharbeiten der eröffnenden Handlung fanden im Züricher Stadtteil Aussersihl statt. Als Kulisse für das Mehrfamilienhaus, in dem sich Caros Wohnung befindet, wurde das Gebäude an der Dienerstraße 43 gewählt. Die Verfolgung zwischen Agon und Caro wurde an der Kreuzung zwischen Militärstraße und Langstraße inszeniert. Ihrem Verfolger kann Caro in der Bar an der Langstraße 138 entkommen. Die motorisierte Verfolgungsjagd wurde in der Rolandstraße gefilmt. Schloss Sihlberg diente als Kulisse für das Anwesen des Sugardaddys Roy. Sein Chalet, auf das sich Caro und Anika absetzen, befindet sich in Aigle VD im Kanton Waadt. Für den Showdown wurde eine Shisha-Bar beim Helvetiaplatz in Zürich als Drehort genutzt.
Der Film feierte am 30. September 2023 beim Zurich Film Festival im Kongresshaus in Anwesenheit von Regisseur Michael Steiner und den Schauspielern Anatole Taubman, Dimitri Stapfer sowie Silvana Synovia seine Premiere. Sein Kinostart erfolgte am 12. Oktober 2023, mit dem das Züricher Kino Frame eröffnet wurde, das sich in unmittelbarer Nähe zu mehreren Drehorten der Produktion befindet. Am 6. März 2023 wurde der Film bei Netflix ins Programm aufgenommen.
Der Filmtitel bezieht sich auf den Text „Früher Vogel fängt den Wurm“, den Annika bei einer Party in ihrem Glückskeks findet.

## Synchronisation
Der Originalton ist in Schweizerdeutsch aufgezeichnet worden. Für eine Vermarktung des Films außerhalb der Schweiz wurde eine Synchronfassung u. a. in hochdeutscher Sprache produziert. Diese entstand durch Andreas Drost – Synchron & Audiopost nach einem Dialogbuch von Andreas Drost, der zugleich die Dialogregie führte.

## Soundtrack
Der Abspann nennt folgende im Film verwendete Musiktitel, darunter diverse Titel von Schweizer Künstlern:
- Bérurier Noir – L’Empereur Tomato Ketchup
- Eaz, Remady – Juicy (Remady Remix)
- Wolfgang Amadeus Mozart – Lacrimosa Dies Illa (Largo)
- Haiyti – Robbery Is Back
- Séance – Blue Dolphin Blue
- The Föhns – R&D Early Birds
- Odd Beholder – Disaster Movies
- Crucchi Gang, Francesco Wilking – Il Mio Bungalow
- Luís Cruz – Hychan Guaia
- Lola Boum – Hey Bastard

## Rezeption
Georges Wyrsch schrieb für das Schweizer Radio und Fernsehen, der Film wirke wie „eine Fluchtgeschichte à la «Thelma and Louise» im Zürcher Drogenmilieu“, die „so aggressiv und schnell wie ein Kokainrausch“ sei. „Der Plot“ sei dabei „ein Selbstläufer“, der zugleich „wie eine Parodie auf einen Gangsterfilm“ daherkomme, da er „viele Thriller-Klischees“ enthalte. Dadurch erwecke die Handlung den Eindruck, „als hätte eine künstlich intelligente Software die Drehbücher von Kultfilmen wie «Thelma and Louise» (1991), «Drive» (2011) und «Victoria» (2015) verfüttert bekommen“. Early Birds sei nämlich als „Genrefilm“ zu verstehen, dessen „überspitzte Referenzlastigkeit“ gerade „ein bewusstes Spiel mit Stereotypen, Codes und Schablonen“ darstelle. „Der Film ist laut und schnell geschnitten, […] er brettert mit aggressivem Tondesign und agiler Kamera durch den dünnen Plot und bemüht sich erfolgreich, dem Publikum zwischen knappen Dialogpassagen mehrere Adrenalinschübe zu bescheren“ und „funktioniert“ daher „im Kinosessel“. Zwar sei der Film nicht „originell“, doch sei er „vom ersten Shootout bis zum finalen Showdown universell verständlich“, dazu „keine Sekunde langweilig“ und erhalte von den „beiden Hauptdarstellerinnen reichlich Energie“.
Irene Genhart urteilte für cineman.ch, der Film „überrascht mit viel Action, einem fiebrigen Soundtrack und einer Reihe von Verweisen auf andere Filme“, darunter Strähl sowie Thelma & Louise, „diverse Actionfilme aus Hongkong, die Werke von Quentin Tarantino und einige düstere französische Berg-Krimis“. Der Film sei „handwerklich sauber, schnell erzählt und teilweise mit dröhnenden Beats unterlegt“, da er jedoch „keine Sekunde originell“ sei und „seinen Figuren […] jegliche Tiefe“ fehle, sei er „leidlich unterhaltsam“. Genhart vergab drei von fünf möglichen Punkten.
Andreas Scheiner von der Neuen Zürcher Zeitung ist der Meinung, Early Birds „unterhält nur mittelmäßig, bleibt provinziell“, denn „Schweizer können kein Actionkino“ und das, obwohl Michael Steiner „die richtige Einstellung“ habe und er für „seinen unschweizerischen Drang zur Größe“ zu „bewundern“ sei. Der „Erfolgsregisseur“ könne „grundsätzlich alles“ und schüttele „das Abc des Genrekinos aus dem Ärmel“, doch „die Entdeckung dieses Films“ sei Silvana Synovia, deren „unbekümmerte Frechheit“ sowie „Rotzigkeit“ lobende Erwähnung findet.